# 남쪽플레이아데스성단

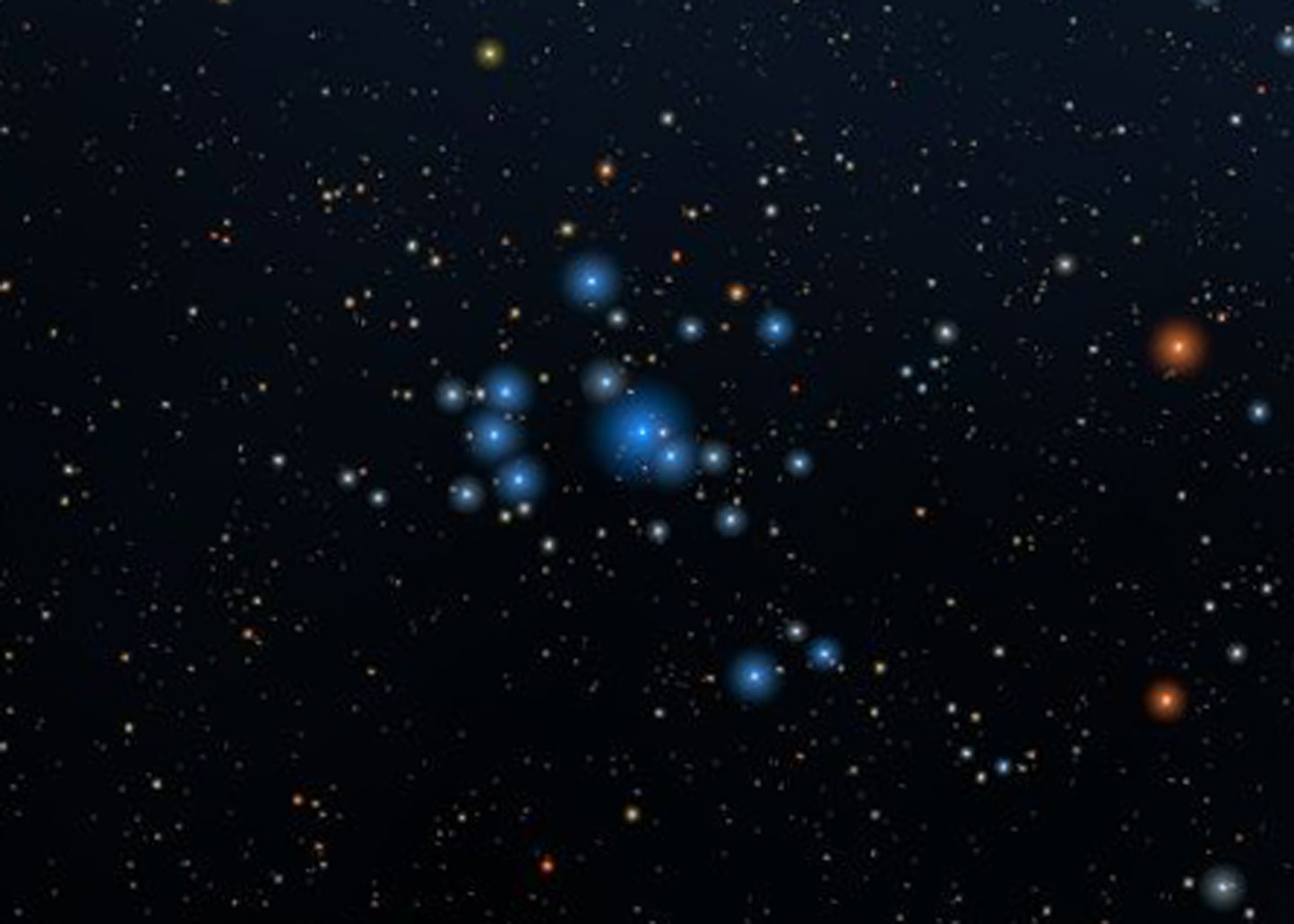
IC 2602의 사진.

IC 2602(또는 남쪽플레이아데스성단)는 용골자리 방향으로 지구로부터 약 479광년 떨어진 곳에 있는 산개성단이다. 1751년 니콜라 루이 드 라카유가 남아프리카에서 발견했다. 성단의 총체적 밝기는 1.9등급으로 황소자리에 있는 플레이아데스성단 밝기의 30퍼센트 수준이며, 육안관측이 가능하다. IC 2602는 약 60여개의 별로 이루어졌다. 구성원들 중 가장 밝은 별은 용골자리 세타로 밝기는 2.74등급이다. 다만 세타를 제외한 다른 별들의 밝기는 모두 5등급보다 어둡다. 플레이아데스성단과 마찬가지로 IC 2602가 밤하늘에서 차지하고 있는 면적은 대략 50도 정도로, 광각 접안 렌즈가 부착된 커다란 쌍안경이나 망원경으로 가장 효과적으로 관측할 수 있다. 이 성운은 IC 2391과 나이가 비슷하다고 추측되는데, IC 2391의 나이는 리튬 고갈 한계 연령인 5천만 년으로 알려져 있다..

## 참고 문헌
1. ↑  
Stauffer, J.R.;  외. (1997). “Rotational Velocities and Chromospheric/Coronal Activity of Low-Mass Stars in the Young Open Clusters IC 2391 and IC 2602”. 《Astrophysical Journal》 479: 776. doi:10.1086/303930.
2. ↑  
Barrado y Navascues, D., Stauffer, J.R., & Jayawardhana, R. (2002). “Spectroscopy of Very Low Mass Stars and Brown Dwarfs in IC 2391: Lithium Depletion and Hα Emission”. 《Astrophysical Journal》 614: 386–397. doi:10.1086/423485.